# Spijkenisse
Pronunciação
Spijkenisse é uma cidade do município de Nissewaard, na ilha de Voorne-Putten, na província da Holanda do Sul, no oeste dos Países Baixos.
A cidade contava em 2014 com uma população aproximada de 73 000 habitantes e encontra-se no rio Oude Maas e o Hartelkanaal.
Spijkenisse foi um município independente até 1 de janeiro de 2015, quando se fundiu com Bernisse para formar o novo município de Nissewaard.
O lugar da cidade já estava habitada no Neolítico.
A igreja de Dorpskerk é o edifício mais antigo e data da Idade Média.
Spijkenisse é um ponto final do Metro de Roterdão.
O Tour de Rijke é uma carreira ciclista holandesa disputada na cidade.

## Pontes da cidade
A cidade transformou as pontes fictícias presentes nas notas do euro em realidade. Foram construídas sete pontes pedonais numa pequena área. As pontes são pedonais mantendo-se fiéis ao estilo retratado na nota.

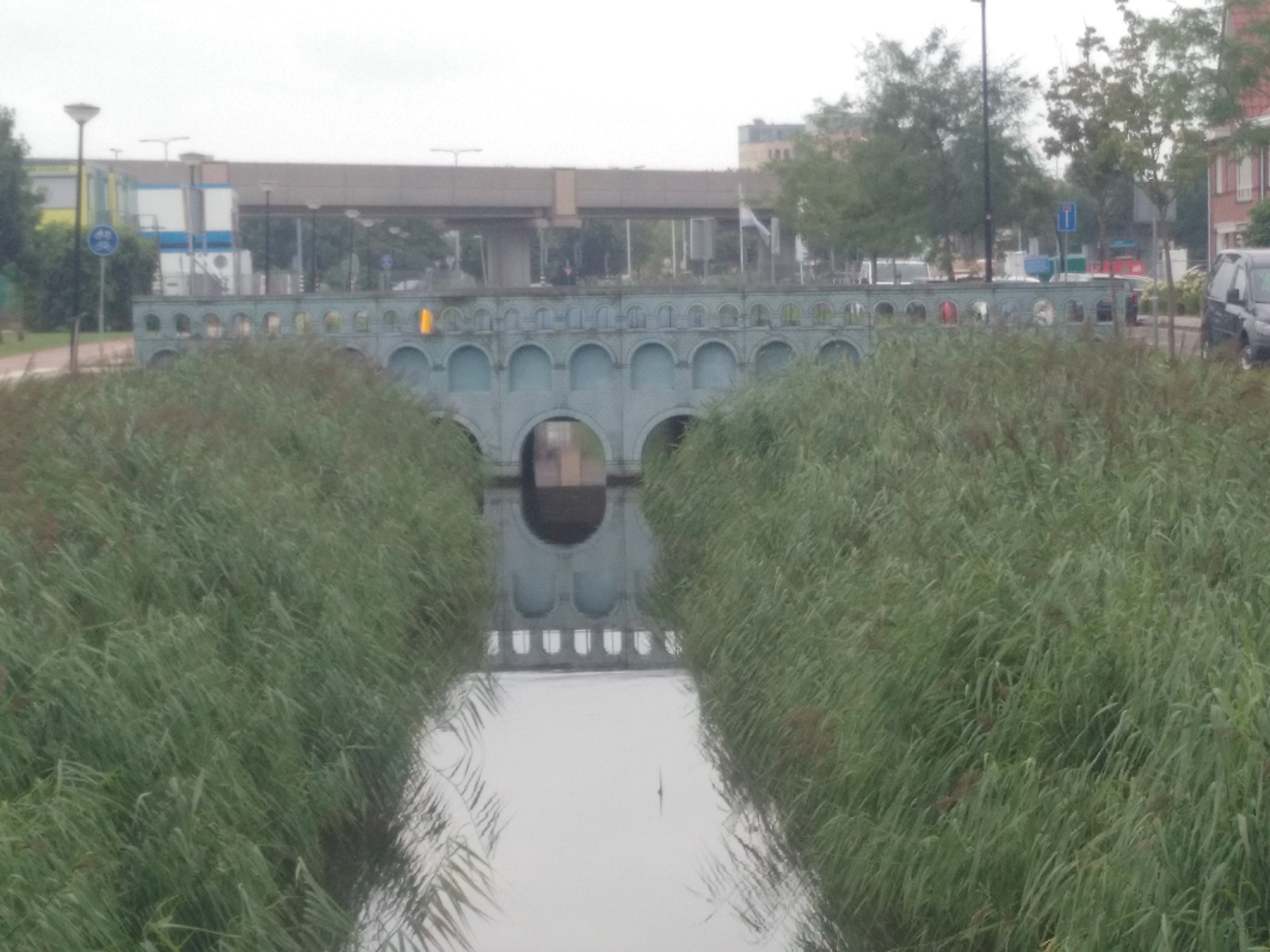
5€
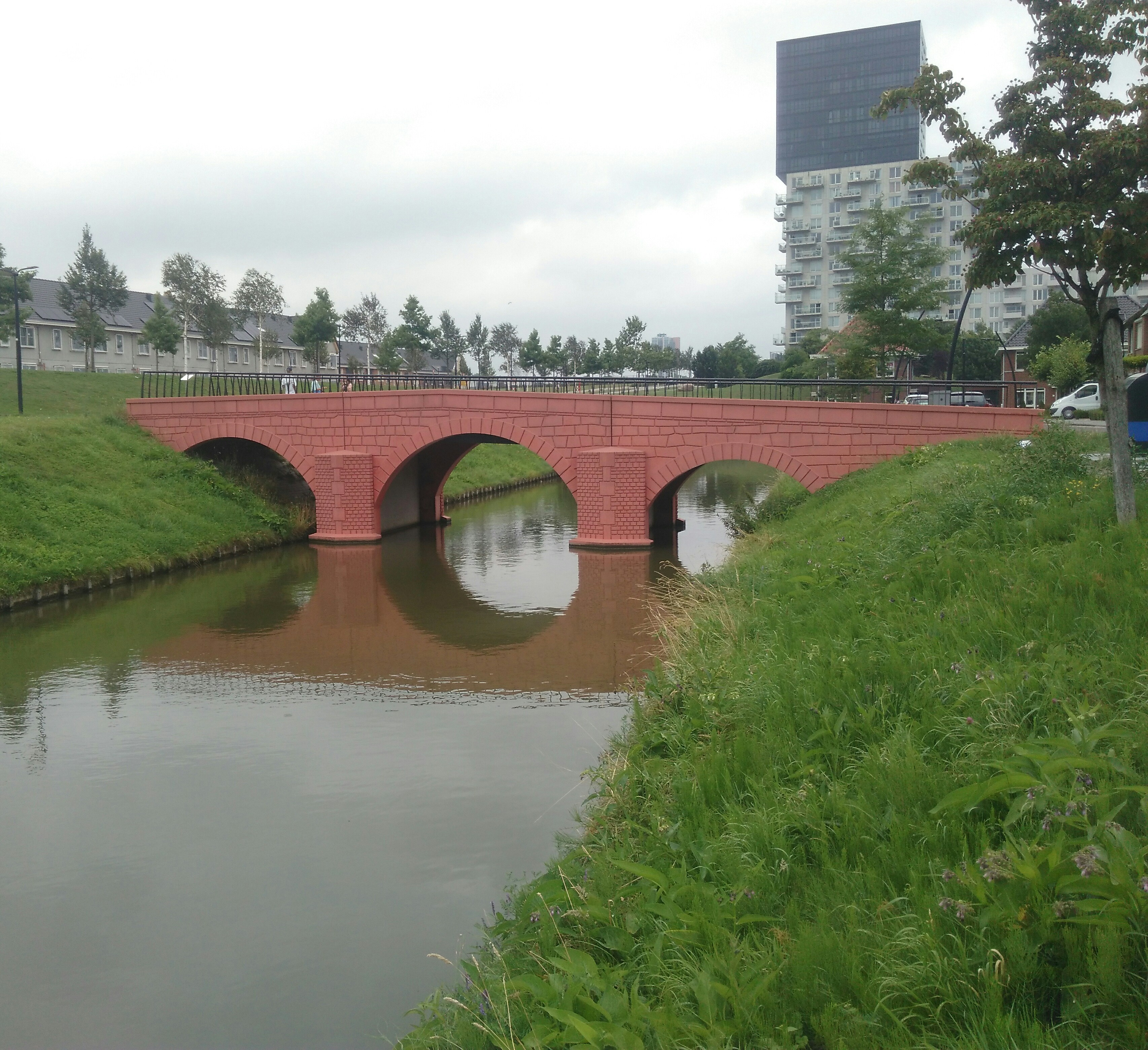
10€
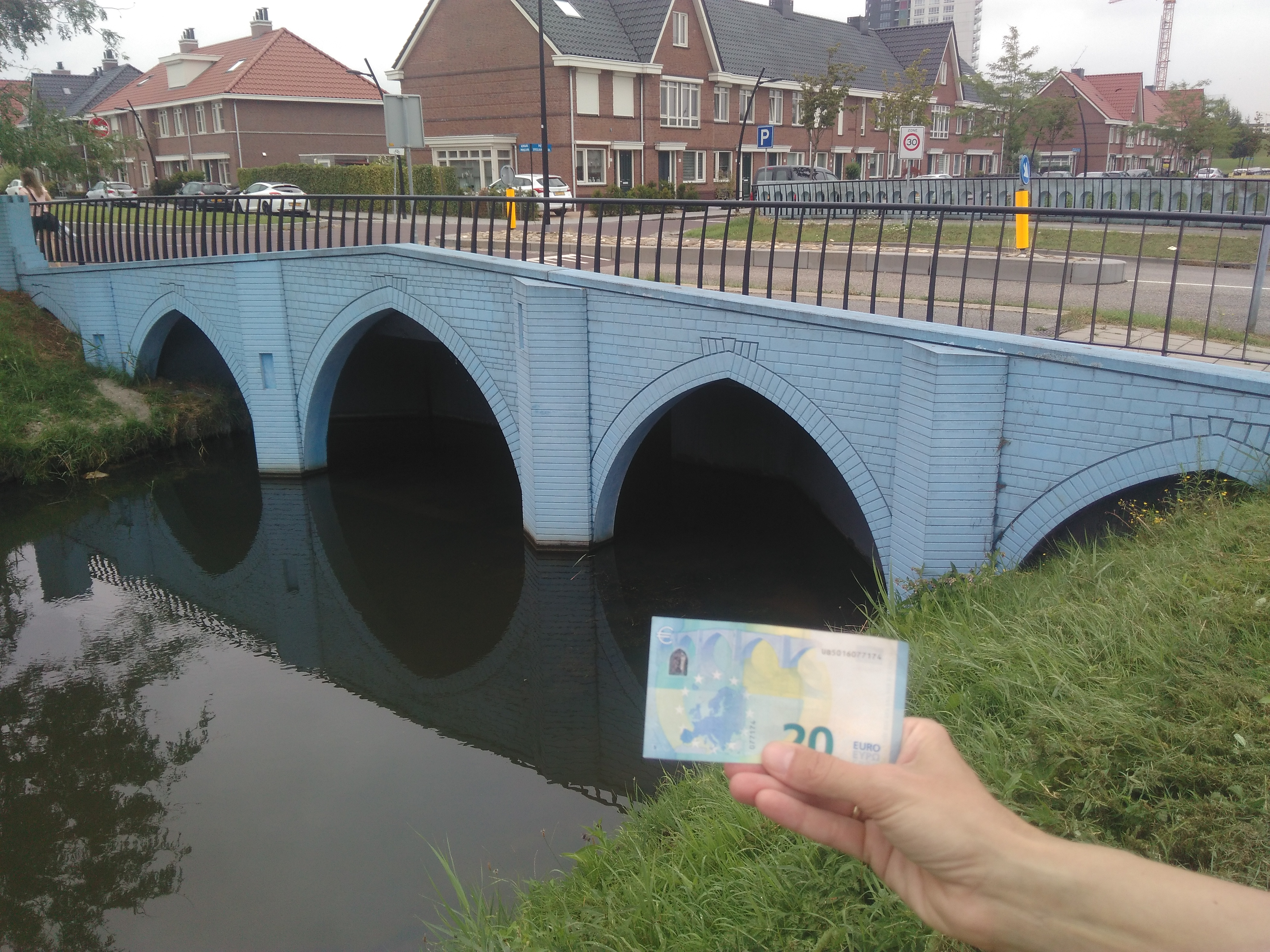
20€
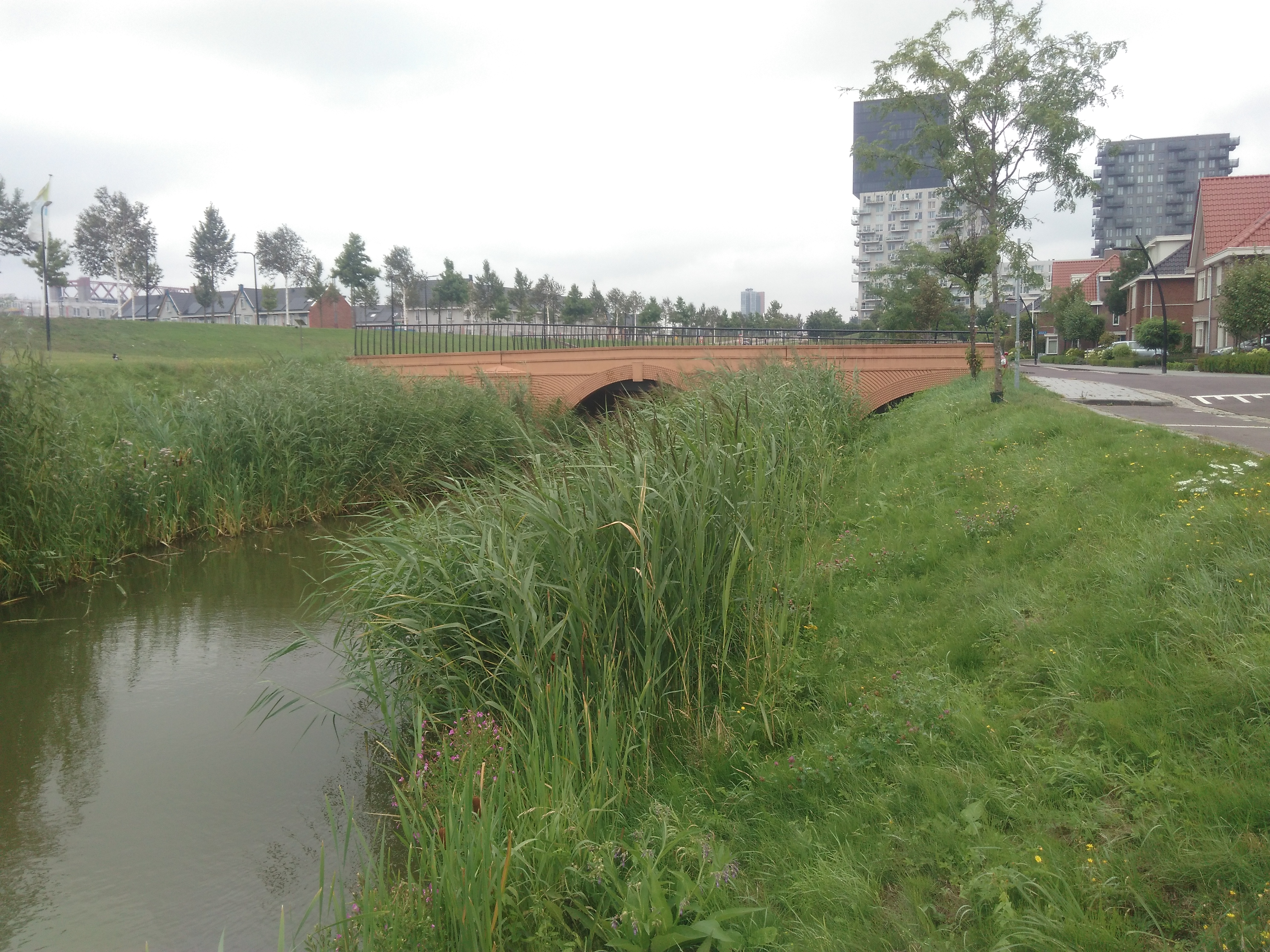
5€
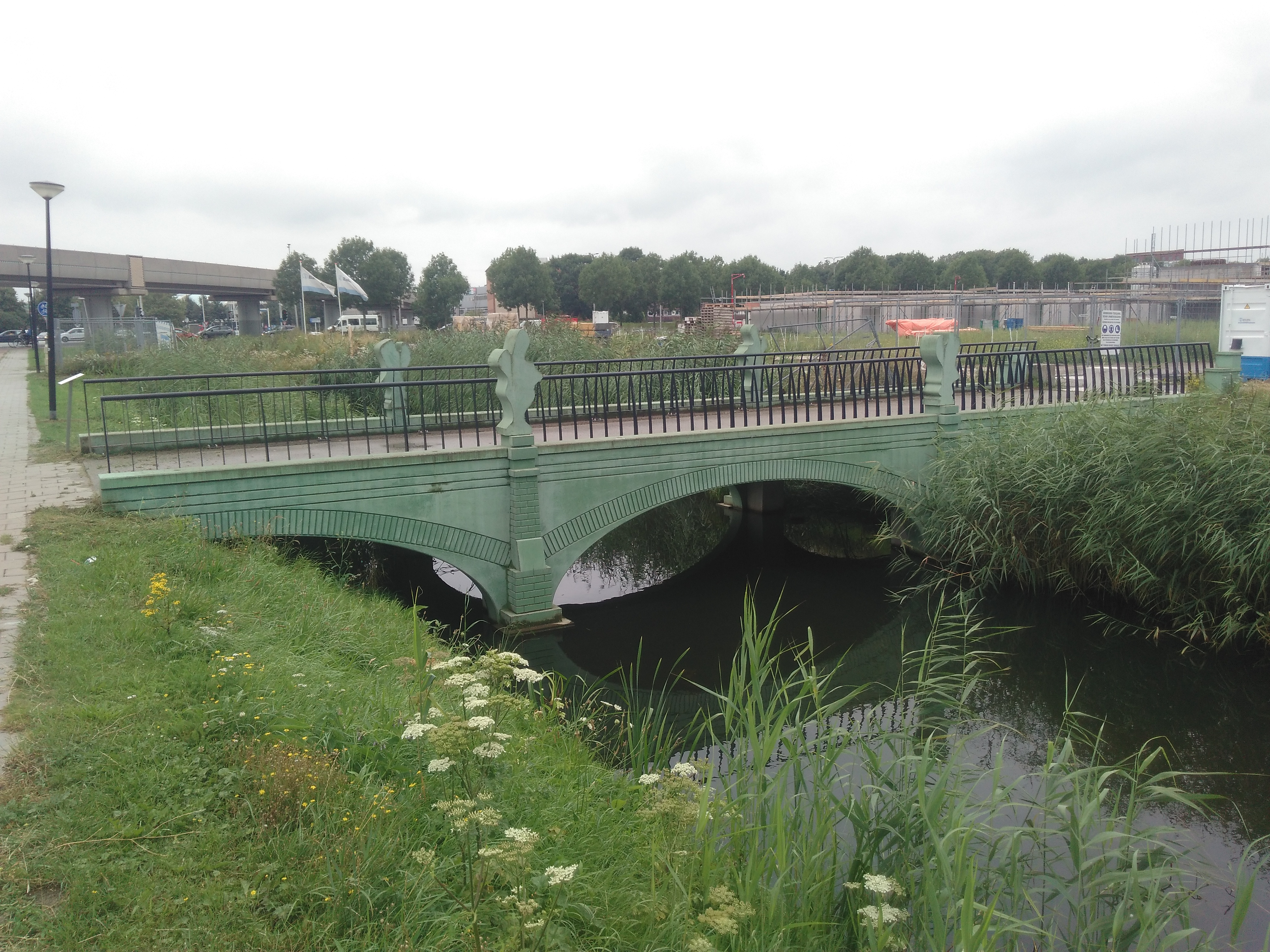
100€
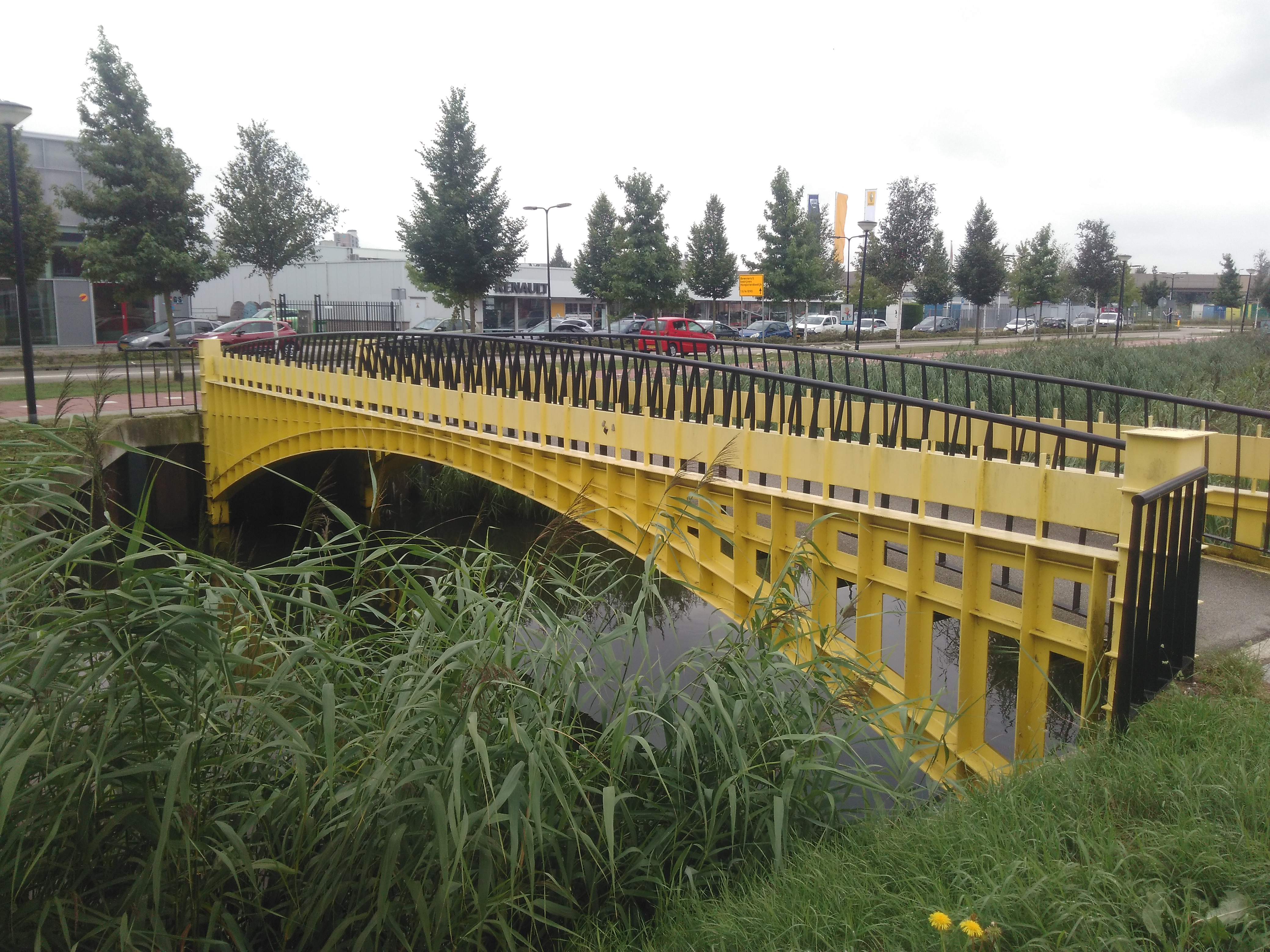
200€
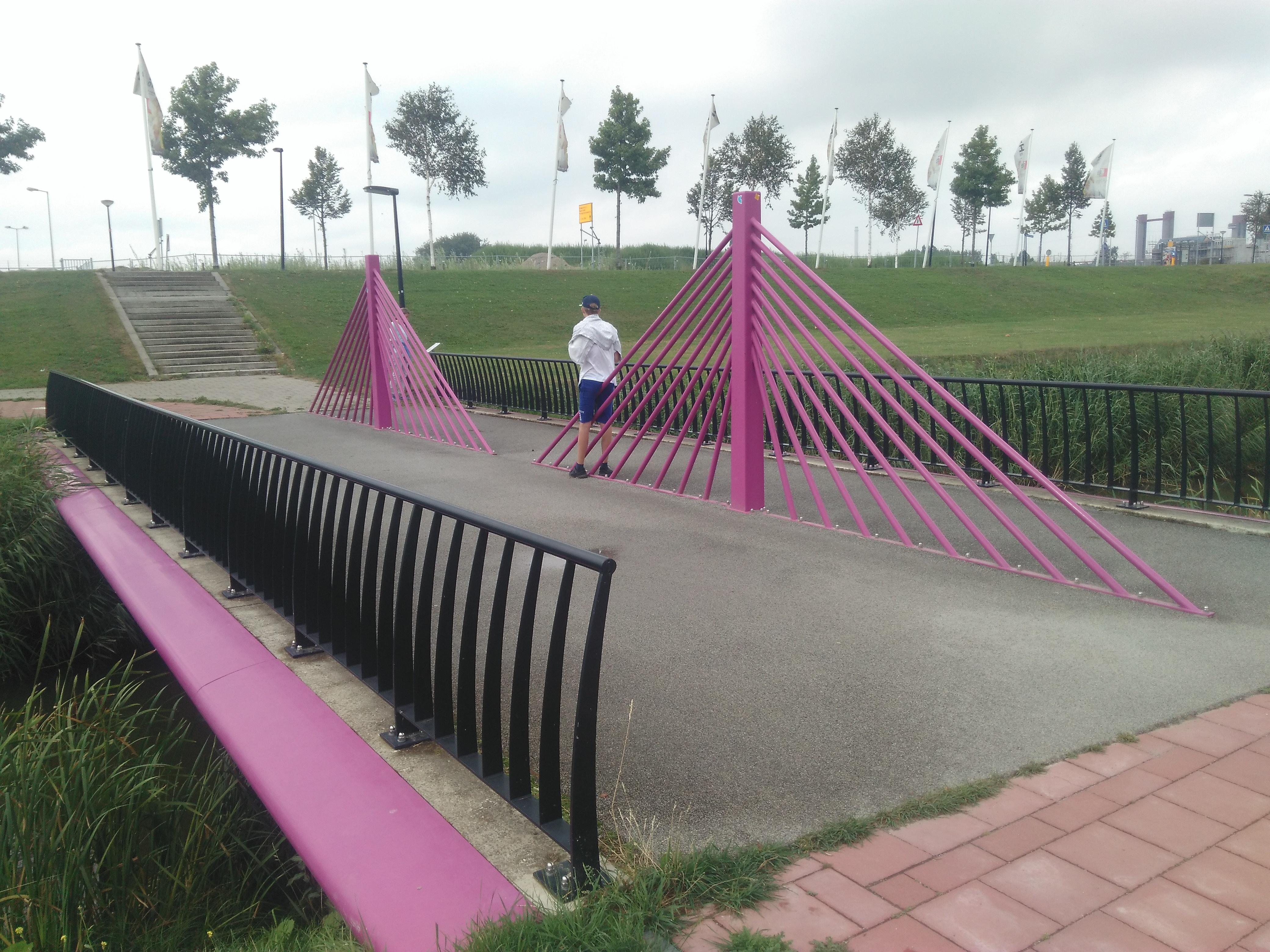
500€

## Nativos ilustres
- Afrojack (1987), DJ e produtor;
- Kenji Gorré (1994), futebolista;
- Duncan Laurence (1994), cantautor; ganhador do Festival Eurovisão da Canção 2019;
- Patrick van Luijk (1984), atleta;
- Emiel Mellaard (1966), atleta;
- Sied van Riel (1978), DJ;